# Zgoščenka
Zgoščenka (kratica CD, angleško Compact Disc, kompaktni disk) je optični disk, ki ga uporabljamo za zapisovanje digitalnih podatkov. V osnovi je bil razvit za shranjevanje digitalnega zvočnega zapisa.
Slovensko besedo zgoščenka je predlagal Bogdan Gradišnik.
Na običajni zgoščenki, uporabljani za zapis zvoka, je ta shranjen v obliki, ki je združljiva s standardom Rdeče knjige. Posnetki so zapisani z uporabo 16-bitnega kodiranja PCM s 44,1 kHz vzorčenjem. 
Zgoščenke imajo navadno premer 120 mm, vendar obstajajo tudi 80-milimetrske različice, ki jih je moč kupiti celo v obliki vizitke s posnetimi robovi. Običajna zgoščenka sprejme 74 minut zvoka, sčasoma pa so se razvile tudi združljive oblike za 80 ali celo 90 minut. 80-milimetrske različice, ki se uporabljajo za krajše izdaje albumov, lahko shranijo okrog 20 minut zvoka.
Tehnologija glasbenih zgoščenk je bila kasneje prilagojena za shranjevanje podatkov v računalništvu. Za to obliko plošč je v uporabi oznaka CD-ROM.
| - dolžina zvočnega zapisa - [minute] | - zmogljivost - [MB] |
| ------------------------------------ | -------------------- |
| 74                                   | 650                  |
| 80                                   | 700                  |
| 90                                   | 800                  |

## Zgodovina
V zgodnjih [1970-ih so raziskovalci pri družbi Philips začeli s poskusi izdelave optičnega diska, namenjenega za zapis glasbe, ki je temeljil na neuspešni tehnologiji za zapis videa Laserdisc. Do konca desetletja so se pojavile že prvi prototipi zgoščenk, ki so jih izdelale različne družbe, med njimi Philips in Sony. Leta 1979 sta podjetji združili znanje svojih inženirjev in pripravila standard zapisa – Rdečo knjigo. 
Zgoščenke so prišle na trg leta 1983 in se kmalu uveljavile med kupci. Leta 1985 je bil predstavljen prvi CD-ROM, ki je dobil svojo zapisljivo različico CD-R v zgodnjih 90. letih. Standarde za ta zapis postavlja Rumena knjiga. Tehnologija zgoščenk je doživela velikanski uspeh, saj je leta 2004 njihova letna svetovna prodaja dosegla številko približno 30 milijard.